# KYTニュースプラス1
『KYTニュースプラス1』（ケイワイティー ニュースプラスワン）は、鹿児島読売テレビ（KYT）が1994年4月1日の開局時から2006年3月31日まで放送していたローカルニュース番組である。番組終了時の放送時間は月曜 - 木曜 17時25分 - 18時55分、金曜 17時00分 - 18時55分で、ローカルパートの開始時刻は18時17分（日本標準時、以下同）。

## 概要
鹿児島県内のローカルニュースを伝えていた番組。他に、宮崎県内の話題を紹介することもあった。
当初の放送開始時刻は17時45分で、「鹿児島で一番早く始まる夕方のニュース番組」をキャッチフレーズにしていた。これは番組終了時にも達成できていた。鹿児島県内の民放局のニュース番組では放送開始時刻が一番多く変動しており、2003年4月には16時57分スタート（番組表上は16時55分スタート）になっていた。
2002年4月からは日本テレビ発の全国ニュース『NNNニュースプラス1（17時台・任意ネット）』も合わせて放送していた。17時25分（金曜日は17時）から18時17分までは関東ローカル枠とほぼ同一の内容（17時30分頃から数分間、鹿児島県内の天気予報を、17時48分ごろから17時50分までの約2分間は鹿児島県内のニュースのラインナップを伝える）であり、一時期は関東ローカルの天気予報もそのまま放送していた。なお、土曜版は『NNNニュースプラス1・サタデー』扱いで放送されていた。
かつては日曜版も『NNNニュースプラス1・サンデー』として放送されていたが、後に『真相報道 バンキシャ!』内でのローカルニュースを放送される形に変更されている。ただしテロップは当番組と同じものが使用された。
後番組は『KYT Newsリアルタイム』。これは日本テレビの編成上の都合に伴うもので、キャスターは本番組からそのまま引き継いでいた。また、一部のコーナーも名称のみを変更して続けていた。

## 出演者

### 歴代キャスター
| 期間      | 期間       | 男性        | 男性     | 女性                | 女性                |
| 期間      | 期間       | 月曜 - 木曜 | 金曜     | 月曜 - 木曜         | 金曜                |
| --------- | ---------- | ----------- | -------- | ------------------- | ------------------- |
| 1994.4.1  | 1997.3.28  | 今井智久    | 今井智久 | 糸永直美            | 糸永直美            |
| 1997.3.31 | 2001.3.30  | 長島崇彦    | 長島崇彦 | 近藤久美子 下川文子 | 近藤久美子 下川文子 |
| 2001.4.2  | 2001.9.28  | 長島崇彦    | 長島崇彦 | 近藤久美子          | 近藤久美子          |
| 2001.10.1 | 2001.12.28 | 長島崇彦    | 岡本善久 | 徳住有香 大島由佳   | 山形安代            |
| 2002.1.4  | 2002.3.29  | 長島崇彦    | 岡本善久 | 徳住有香 大島由佳   | 徳住有香 大島由佳   |
| 2002.4.1  | 2005.9.30  | 長島崇彦    | 長島崇彦 | 徳住有香            | 徳住有香            |
| 2005.10.3 | 2006.3.31  | 蛭川雄二    | 蛭川雄二 | 徳住有香            | 徳住有香            |

### 土曜日・日曜日
- 週末版は徳住と蛭川以外のKYTアナウンサーがシフト勤務で担当していた。

### スポーツ担当
- 岡本善久（当時KYTアナウンサー）
- 阿部悦子（当時KYTアナウンサー）
- 内田直之（KYTアナウンサー）

### 天気担当
- 竹ノ内靜明（気象予報士、2003年3月までNHK鹿児島放送局の当時の裏番組『さきどり!情報かごしま』を担当していた。当番組には2004年4月から出演[2]・竹ノ内の就任まで気象情報は歴代のキャスターが兼務していた。）

## コーナー
ニュース
鹿児島県でその日起こった事件や話題を伝える。
エンタメスポーツ
鹿児島県内でのスポーツの話題を伝える。
イベント情報
「テレビ告知板」と呼ばれていたこともある。
天気予報
鹿児島県内の翌日の天気を伝える。気象予報士が出演。
ニュースプラス1特集
鹿児島県内でのトピックを取り上げる。
鹿児島の道路ここを直して! （月に1回）
県内の道路や標識に対する県民の意見を西日本高速道路・鹿児島県警察・国土交通省などに訴え、それらの改善を目指す。担当は岡本善久。80回以上続いたコーナーで、後番組の『KYT Newsリアルタイム』でも引き続き行われていた。

## その他
- 開局当日の放送（1994年4月1日）ではニュース読み上げに詰まったりする姿が放送された。この様子は全国ネット番組『ニュースの女王決定戦』や『ズームイン!!SUPER』のNG特番などで複数回放送された。
  - 県内ローカルでも、開局10周年記念番組で放送された開局初日の模様（2004年5月放送）、天☆テレ博2014（2014年5月3日放送）のオープニングでも一部が放送された。
- テレビアニメ『名探偵コナン』の第388話「薩摩に酔う小五郎・前編」（KYTなど系列局では2005年2月14日放送）では、鹿児島日売テレビ（かごしまにちうりテレビ）として番組スタジオ・徳住・局キャラクターの山本さんがアニメ化された。特に徳住はセルフキャストを担当し、毛利小五郎とアニメ上で対談を行った。
- 一時期番組公式サイトが存在した。
- 17:55スタート時代には全国ニュースパートにオープニング映像が存在しなかった為、KYT独自で17:54:45から15秒間日本テレビで17:30に使用されているオープニング映像を放送していた。

### 蛭川雄二に関するNG
蛭川は「ひるきゃわキャスター」と呼ばれることが多いらしく、2005年9月30日に長島が本番組の卒業に際して徳住とともに蛭川を紹介する際、2人共「ひるきゃわキャスターです」と発言。翌週10月3日の放送で蛭川が初登場した際にも、徳住は再び「続いてはひるきゃわキャスターのこだわりニュースです」と発言した。また、後日蛭川が担当した生中継リポートの終了後にも、徳住は「ひるきゃわキャスターでした」と発言した。
その模様は、2005年12月と2006年3月に放送の『ズームイン!!SUPER NG 投稿180発スペシャル2006』と『春は女子アナNG祭りニュースの女王決定戦2006』の中で放送された。

### 歴代エンディング曲
- 憧憬（ケイタク、2005年10月3日）
- そばで（川野静香、2006年3月31日）

## オープニングCGの変遷
- 天気カメラを背景に「KYTニュースプラス1」の初代ロゴが現れるCG （1994年4月 - ）
- 最終バージョン（2005年10月3日 - 放送終了）